# Xã Industry, Quận McDonough, Illinois
Xã Industry (tiếng Anh: Industry Township) là một xã thuộc quận McDonough, tiểu bang Illinois, Hoa Kỳ. Năm 2010, dân số của xã này là 733 người.